# Mecodina inconspicua
Mecodina inconspicua là một loài bướm đêm trong họ Erebidae.